# Csillaghíd Alapítvány
A Csillaghíd Alapítvány egy 2009-ben alapított magyar civil szervezet, amely hátrányos helyzetű gyermekeket, közösségeket és időseket támogat, elsősorban közösségi programokon, adománygyűjtéseken és hagyományőrző rendezvényeken keresztül.

## Az Alapítványról
A Csillaghíd Alapítvány 2009-ben jött létre, így csaknem másfél évtizede segít gyermekotthonokban lakó, vagy látókörbe került hátrányos helyzetű gyermekeket, ápol és épít emberi kapcsolatokat és közösségeket határon innen és határon túl.
Segítséget nyújt utazások, kirándulások megszervezésében, lebonyolításában; olyan alkotások elkészültében, melyek a közösségek kapcsolatát dolgozza fel. Segíti adományok eljuttatását a határon túli támogatottakig. 2010-től tíz éven át minden évben megrendezték nyári táborunkat, sok éven keresztül szervezőként vettek részt a Dévai Szent Ferenc Alapítvány gyermekkarácsonyán Parajdon.

## Gyűjtések, események
Rendszeres gyűjtéseik: "Mikulás Csizmája" és "Iskolakezdés", melyek rászoruló gyermekeknek téli lábbeliket, nagykabátot, iskolai tanszereket, iskolatáskát biztosítanak. A gyermekek mellett a felnőttek kapcsolatait is erősítik, anyaországi és határon túli társaságok kapcsolatteremtését is segítették: szerveztek olyan csapatépítő programokat, amelyek gyermekotthonok fenntartását segítették; a résztvevők legtöbb esetben visszajártak a megismert otthonokba. Évente egyszer megrendezik jótékonysági estünket korábban „Nemzetrészek Ünnepe”, majd később „Nemzeti Egység Ünnepe” címmel. Több alkalommal valósították meg hátrányos helyzetű gyermekeknek közlekedési programot, ahol a gyermekeket a biztonságos közlekedésre készítik fel.

## Küldetésük
"Barátság, magyarság, közösség, összetartozás – jó magyar ügyek szolgálata határon innen és határon túl!"
"Változik a világ, a körülmények és vele mi is, a Csillaghíd is."
Manapság más területeken jár az Alapítvány. A gyerekek mellett (kicsit talán helyettük is) az idősek felé fordulnak. Azokhoz az idős emberekhez, kiknek gyakran a legtöbb mi adható egy kis figyelem, egy jó szó. "Mi kicsik vagyunk, de a szívünk van akkora, hogy ezt a feladatot bátran elvállaljuk."
"A figyelem fontos dolog. Éppen azért egyik fő küldetésünknek tekintjük a példaértékű magyar életek megmutatását, bemutatását."

## Lukács Mózes Emlékdíj
A Lukács Mózes Emlékdíjat a Csillaghíd Alapítvány alapította és minden évben az a néhány személy kapja, aki mindennapi munkájával, életével az összmagyarság legfontosabb értékeit tartja életben, munkája, élete példa lehet mások számára, értékteremtő és elhivatott.
A Lukács Mózes Emlékdíj azoké, akik reflektorfényben vannak, de nem feltétlenül azért (és nem arról ismerik őket), amit magyarságuk jelent és amit ők a magyarságnak jelentenek.
A Lukács Mózes díj azoké is, akik nem láthatóak, akik elvégzik a feladatukat, de többet, mint ami pusztán a mindennapokhoz kell. Elvégzik azt is, ami a nemzethez kell, ami az emberséghez kell, ami a Jóisten bennünk való hitéhez kell.